# Harelle-Aufstand
Der Harelle-Aufstand ist ein Volksaufstand, der sich in Rouen in der Normandie ab dem 24. Februar 1382 ereignete. Es handelt sich dabei um einen der zahlreichen Aufstände, die sich im Laufe des Jahres 1382 im gesamten Königreich Frankreich abspielten, wie der der „Maillotins“ in Paris oder der der „Tuchins“ in der Languedoc, und zeigten, wie sich das Volk im Protest (unter anderem) gegen die steuerliche Unterdrückung erhob. Die Steuereinnehmer und die Wucherer waren die hauptsächlichen Opfer dieser Volkserhebung.

## Ursachen und Ausbruch
Der Harelle-Aufstand (abgeleitet vom Ruf „Haro“, den die Aufständischen benutzten, um die Aufmerksamkeit auf sich zu lenken) brach in Rouen am Sonntagmorgen, den 24. Februar 1382, aus, als das Volk von Rouen von der Wiedereinführung der indirekten Abgaben (der sogenannten Beihilfen) auf Waren, insbesondere auf Salz und Wein, erfuhr. Diese war durch eine königliche Ordonnanz bezüglich der Erhebung der Beihilfen vom 15. Januar 1382 beschlossen worden und sollte zum 1. März 1382 wirksam werden. Die Normandie gab damit das Signal zum Aufstand, ohne das Datum der Erhebung der neuen Beihilfen abzuwarten.
Als Handelsstadt, die fest auf ihre Privilegien pochte, die sie in der Charta an die Normannen von Ludwig X. 1315 erhalten hatte, hielt Rouen diese „neuen“ Abgaben für ungerechtfertigt. Am Morgen des 24. Februar versammelten sich ungefähr 200 „Handarbeiter“, überwiegend aus dem Textilsektor, rund um das Rathaus, wo sie eine der Glocken des Belfrieds läuteten, um ein Alarmsignbal zu geben. Anschließend zogen sie zum Vieux Marché. Anfänglich gestaltete sich der Aufstand wie ein Karneval. Die Arbeiter der Tuchfabriken wählten einen „König“ in Person des Tuchhändlers Jean le Gras, der recht unfreiwillig den Vorsitz dieser Maskerade übernahm. Er wurde auf einem Wagen quer durch die ganze Stadt gefahren und gewährte hier und da die Abschaffung der Steuer.

## Ausschreitungen
Aber diese Feststimmung verwandelte sich schnell in einen Tumult. Die Gefängnistore wurden geöffnet und während dreier Tage wurde geplündert. Die Aufständischen traten die Türen der Bürgerhäuser ein, zerschlugen Möbel und Fensterscheiben und plünderten die Wohnsitze der Honoratioren, der Amtsträger des Königs und der wohlhabenden Bürger. Der Wohnsitz des früheren Bürgermeisters wurde verwüstet. Dann bemächtigten sich die Aufständischen der Gebäude des Domkapitels der Kathedrale, der Mönche der Abtei St-Ouen und schließlich der ansässigen Juden. Sie zerstörten auch den herrschaftlichen Galgen, wo die Mönche von St-Ouen, die das Recht der hohen Gerichtsbarkeit in der Stadt Rouen besaßen, die Verurteilten henkten.
Von Panik ergriffen, versuchten die Honoratioren, bewaffnete Milizen zu organisieren. Die weniger Wagemutigen fanden in den Klöstern der Stadt, welche von dem Wunsch der Volksmasse nach Vergeltung bisher verschont geblieben waren, eine armselige Zuflucht. Gegen Ende nahmen die Tage dieses Aufstands und der Unruhen, die primär ein Protest gegen Steuern gewesen waren, eine soziale Wendung, indem sie sich in eine wahrhafte „Hetzjagd gegen die Reichen“ verwandelten. Sie stellten feudale Rechte in Frage, die in der Abtei St-Ouen zerrissen wurden. Der Name „Harelle-Aufstand“, der ihm geblieben ist, hat Ähnlichkeit mit dem „Clameur de haro“, einer Form des gerichtlichen Protests, der in der Charta an die Normannen vorgesehen war.
Die Bürgerschaft von Rouen, die sowohl durch die Einsetzung der neuen Abgaben als auch durch die Wut der Aufständischen Gefahr lief, alles zu verlieren, versuchte, den Respekt der königlichen Autoritäten gegenüber der Charta Ludwigs X. zu erlangen, die prompt aus der Schatzkammer der Kathedrale herbeigeschafft worden war, und forderte vom Statthalter des Königs, sie feierlich und öffentlich zu beschwören. Damit schien die Eintracht zwischen den Repräsentanten des Königs und den Honoratioren der Stadt wieder hergestellt.
Doch die Einwohner von Rouen fürchteten den königlichen Zorn nach den dreitägigen Unruhen und schickten daher eine Abordnung zum König, um seine Verzeihung und die weitere Anerkennung der Charta von 1315 zu erbitten. Doch unglücklicherweise für die Abgesandten Rouens herrschte zur Zeit ihrer Ankunft in Paris der Aufstand der Maillotins („Aufstand der Bleischlägel“), der am 1. März 1382 ausgebrochen war. Ihnen wurde die Antwort übermittelt, dass der König etwas später selbst nach Rouen kommen werde; dann „werde er wissen, wer den Speck gegessen hat!“ («Il saurait, qui avait mangé le lard !»).

## Folgen
Der Harelle-Aufstand wurde von König Karl VI. mit aller Härte niedergeschlagen. Nachdem er in der Vorwoche die Anführer des Aufstands hatte verhaften und sechs von ihnen enthaupten lassen, feierte er am 29. März 1382 seinen triumphalen Einzug in die Stadt. Die Bürger von Rouen erkannten sehr bald, dass Karl VI. nicht zu einem Höflichkeitsbesuch gekommen war, sondern die mit Füßen getretene königliche Autorität wieder herstellen wollte. Der König löste die Commune de Rouen, die früher von einem Händlerpatriziat regiert wurde, auf, um an ihrer Stelle eine neue Stadtverwaltung unter der Herrschaft eines königlichen Vogts einzusetzen. Er ließ auch einen alten Turm niederreißen, auf dessen Fundamenten dann Jehan de Bayeux von 1389 bis 1398 den Uhrturm der Gros-Horloge erbaute. Außerdem wurden die Glocken des Belfrieds, von dem Sturm geläutet worden war, heruntergeholt, die Abgaben wurden sogar noch erhöht und der Stadt wurde eine harte Geldstrafe auferlegt. Diese löste eine Flucht zahlreicher Einwohner aus, die nicht mehr bezahlen konnten, was die Steuerbelastungen für die übrigen Verbliebenen noch schwerer machte. Zu schlechter Letzt wurden auch die Privilegien der Bewohner von Rouen bezüglich des Unterlaufs der Seine aufgehoben, was den Parisern ein offenes Betätigungsfeld ermöglichte.
Am Ostersonntag, den 6. April 1382, begnadigte der König die Stadtbevölkerung, die über ein solches Ausmaß an Strenge entsetzt war.
Kaum vier Monate später, kam es am 1. August 1382 zu neuen Zwischenfällen an der Tuchhalle, weil dort die Steuereintreiber ihre Kontore einrichteten. Doch dieses Mal erstickten die Honoratioren der Stadt die Unruhen im Keim, da sie die Kosten des ersten Aufstands nur zu gut kennengelernt hatten.

## Bibliographie
- Léon Mirot, Les insurrections urbaines au début du règne de Charles VI (1380–1383) : leurs causes, leurs conséquences, Paris, Fontemoing, 1905.
- Michel Mollat, Philippe Wolf, Ongles bleus, Jacques et Ciompi – Les révolutions populaires en Europe aux XIVe et XVe siècles, Paris, Calmann-Lévy, 1970 (Réédition dans la collection Champs, Flammarion, 1993).